# Parc Nacional Torres del Paine

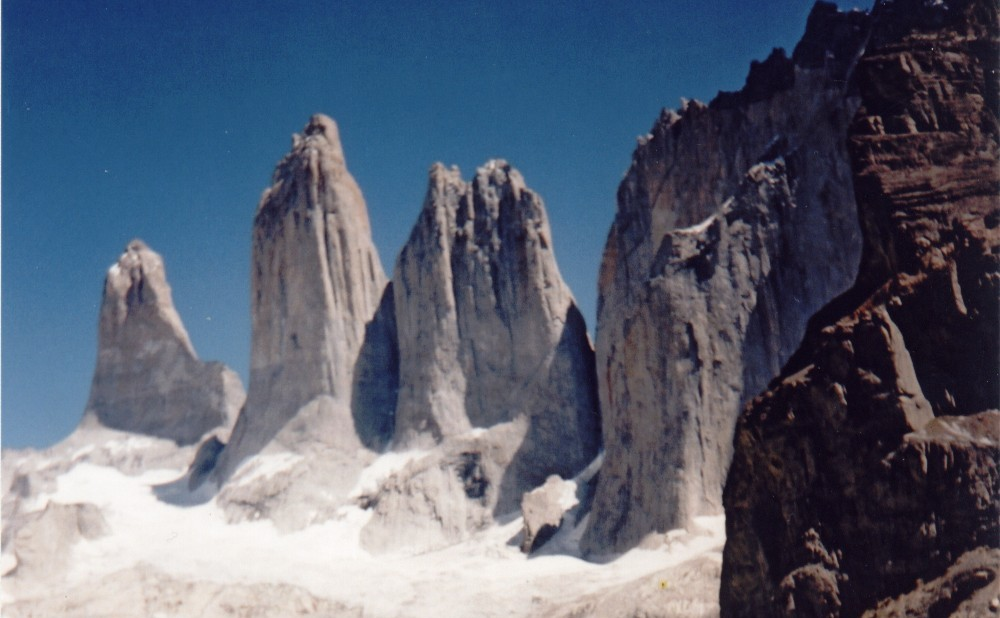
Torres del Paine vistes des del nord

El Parc Nacional Torres del Paine és un dels components del Sistema Nacional d'Àrees Silvestres Protegides de l'estat de Xile. El 2006, ocupava una superfície de 242.242 ha aproximadament. És un dels parcs més grans del país i un dels més importants. És el tercer amb més visites (107.091 el 2005), de les quals a prop del 75% correspon a turistes estrangers, especialment europeus.

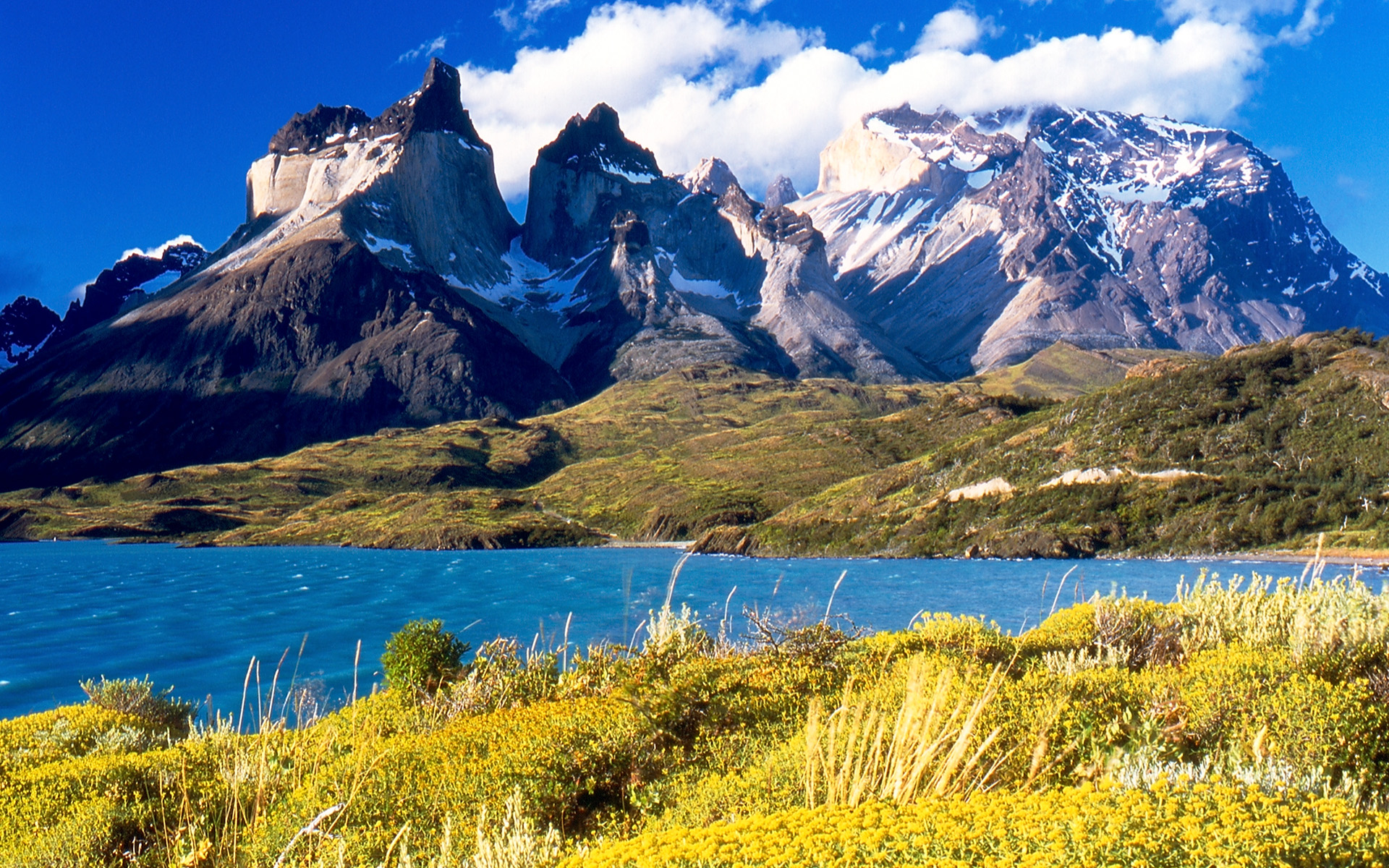
Vista del massís principal

El parc nacional s'ubica a 112 km al nord de Puerto Natales i a 312 de la ciutat de Punta Arenas. És una de les onze àrees protegides existents a la Regió de Magallanes i de l'Antàrtica Xilena (junt amb uns altres quatre parcs nacionals, tres reserves nacionals i tres monuments nacionals). En conjunt, les àrees silvestres protegides inclouen un 51% de la superfície de la regió (6.728.744 ha). Limita al nord amb el Parc Nacional Los Glaciares, a l'Argentina.
El parc va ser creat el 13 de maig del 1959. La UNESCO el va declarar Reserva de la Biosfera el 28 d'abril del 1978.
El parc presenta una gran varietat d'entorns naturals: muntanyes (entre les quals destaquen el complex del cerro Paine, el cim principal del qual assoleix els 3.050 msnm, les Torres del Paine i les Banyes del Paine (Cuernos del Paine), valls, rius (com el riu Paine), llacs (en destaquen els coneguts com Grey, Pehoé, Nordenskjöld i Sarment), glaceres (Grey, Pingo, Tyndall i Geikie, pertanyents al camp de gel patagó sud).

## Torres del Paine
Les Torres del Paine són un conjunt d'enormes monòlits de granit formats per l'aflorament d'un lacòlit de roca ígnia, que posteriorment ha estat erosionat glacialment, fluvial i eòlica. Són, a més, la principal atracció turística del parc.
Està composta per tres torres. La Torre Central té gairebé 2.800 metres d'altitud i és la més alta de les tres. Va ser escalada per primera vegada el 1963 per Chris Bonington i Don Whillans. La Torre Nord va ser escalada per primera vegada per Guido Monzino i la Torre del Sud per Armando Aste.

## Vies d'accés
S'accedeix en qualsevol època de l'any per la ruta CH-9 pavimentada, que uneix Punta Arenas i Puerto Natales i es continua per un camí asfaltat recentment, uns 100 km i després per un camí de reble. A l'època hivernal, és recomanable utilitzar cadenes per la inestabilitat de les condicions climàtiques. També és accessible per via marítima i aèria.